# Olivier Pastré
Pour les articles homonymes, voir Pastré.
Olivier Pastré (né le 15 décembre 1950  à Neuilly-sur-Seine, dans les Hauts-de-Seine), est un économiste et un universitaire français, professeur d'économie à l'université de Paris VIII.
il est membre du Cercle des économistes.

## Biographie
Olivier Pastré est le petit-fils du comte Jean Pastré et de la comtesse Lily Pastré, mécène ayant protégé de nombreux artistes menacés dans son château à Marseille sous l'Occupation. Il est marié et il a deux enfants.
Il fait ses études secondaires à l'école Saint-Martin de Pontoise. Ensuite, il a fait un Master of Arts in Economics à l'université de Rhode Island aux États-Unis et agrégé des facultés de droit.
De 1978 à 1986, il enseigne à l'université de Paris XIII et, à partir de 1986, il est professeur à l'université Paris-VIII-Vincennes-Saint-Denis, et est élu doyen de la Faculté de sciences économiques de cette université la même année.
De 1979 à 1981, il travaille comme consultant pour l'OCDE et la CEE.
En 1982, il préside un groupe de travail du Commissariat au Plan consacré au devenir du système financier français.
En 1983, il entre à la Direction du Trésor comme chargé de mission, puis comme conseiller auprès du directeur.
De 1987 à 2002, il est directeur général adjoint, puis directeur général (à partir de 1995) de GP Banque, rebaptisée SBFI en 1999.
Son expérience professionnelle couvre un large spectre de responsabilités, en France et à l'étranger (particulièrement au Maghreb) : outre les fonctions scientifiques liées à son statut universitaire, il a exercé des fonctions managériales entre la France et le Maghreb en tant que directeur général de GP Banque (rebaptisée SBFI à partir de 1999) jusqu'en 2002 et des missions d'étude et de conseil pour des structures publiques et privées. En 2000, il est nommé directeur général de la banque d'affaires IM Bank (Tunis)  (International Maghreb Merchant Bank) et il en devient président du conseil d'administration en 2001.
Au cours de sa carrière, il a eu à plusieurs reprises des responsabilités éditoriales. De 1979 à 1984, il dirige les collections économiques des éditions de La Découverte et y crée avec Michel Freyssenet la collection « Repères. » De 2006 à 2010 il est directeur de la collection « Économiques » aux éditions Perrin. Depuis 2010, il est directeur de collection aux Éditions Fayard. À partir de 1987, il est conseiller scientifique de la Revue d'économie financière, éditée par l'Association d'économie financière.
De 2006 à 2009, il délivre chaque matin à 7 h 15 sur France Culture une courte chronique économique, souvent sous forme d'une analyse d'un sujet d'actualité suivie de recommandations et de 2007 à 2017, il participe fréquemment à l’émission (produite par Dominique Rousset) L’Économie en questions le samedi à 11 h 00.
Après avoir travaillé sur les nouvelles stratégies boursières des entreprises et leur impact macroéconomique, de janvier 2009 à janvier 2012, il a été membre de la Commission de surveillance de la Caisse des dépôts et consignations et, depuis 2007, il est membre du conseil scientifique de l'AMF (Autorité des marchés financiers).
Olivier Pastré est également, à partir de 2004, membre des conseils d’administration de la banque du Crédit municipal de Paris (CMP Banque), de l’Association des directeurs de banque, et de l’Institut Europlace de finance.

### Prises de position
Opposé à une sortie de l'Euro, Olivier Pastré se donne pour mission d'« expliquer aux Français les plus fragiles et les plus soumis à la désinformation quels sont les risques d’un abandon de l’euro. » 
Dans son livre — co-écrit avec Jean-Hervé Lorenzi —  Droite contre gauche ? Les grands dossiers qui feront l’élection présidentielle, il invite à « renoncer aux illusions sur l’État protecteur », à « faire enfin le pari audacieux en faveur du marché » et ne pas « porter des jugements trop hâtifs » sur l’industrie bancaire.
Depuis 2012, il est administrateur d'Associés en finance.
De 2009 à 2012, il a été membre de la Commission de surveillance de la Caisse des dépôts et consignations.
Il s'est vu confier de nombreuses missions par le gouvernement français, notamment sur la modernisation des banques françaises (1986), l'épargne salariale (1998), les enjeux économiques et sociaux de l'industrie française (2006) et la finance islamique (2008).

## Diplômes
- Master of Arts d'économie à l'université du Rhode Island (1976)
- Doctorat d'économie à l'université de Paris XIII (1978)

## Publications
- L'Informatisation et l'emploi, La Découverte, 1983  (ISBN 2707113875)
- Les Nouveaux Piliers de la finance, La Découverte, 1992,  (ISBN 2-7071-2119-3)
- La Banque, Milan, coll. « Les essentiels », 1997
- Le Gouvernement d’entreprise, (éd.) R.E.F, 2001
- Où va l’économie mondiale ?, Odile Jacob, 2002,  (ISBN 978-2738111289)
- Le Capitalisme déboussolé, La Découverte, 2004,  (ISBN 978-2707139399)
- La Nouvelle Économie bancaire, Economica, 2005,  (ISBN 978-2717849882)
- La très grande bagarre bancaire européenne (avec Esther Jeffers), Economica, 2005,  (ISBN 978-2717850604)
- La Méthode Colbert ou Le patriotisme économique efficace, éditions Perrin, 2006,  (ISBN 978-2262025229)
- Économie bancaire (avec Esther Jeffers), Economica, 2007  (ISBN 978-2-7178-5319-3)
- La finance islamique : une solution à la crise ? (avec Elyès Jouini), Economica, 2009,  (ISBN 978-2-7178-5679-8)
- Le Roman vrai de la crise financière (avec Jean-Marc Sylvestre), Perrin, Tempus Poche, 2009, prix Turgot 2009,  (ISBN 978-2-262-02885-5)
- Sorties de crise : ce qu'on ne nous dit pas, ce qui nous attend (avec Patrick Artus), éd. Perrin, octobre 2009
- On nous ment ! Vérités et légendes sur la crise (avec Jean-Marc Sylvestre), Fayard, mars 2011
- Économie d'entreprise, Economica, 2012,  (ISBN 978-2-7178-6127-3)
- Droite contre gauche ? (avec Jean-Hervé Lorenzi) Fayard, janvier 2012
- Les 100 Mots de Marseille (avec Jeanne Laffitte), Presses universitaires de France, avril 2012
- Repenser l'économie — L'économie bottom-up, Fayard, février 2013,  (ISBN 978-2-213-67222-9)
- Tout va bien (ou presque) — La preuve en 18 leçons (avec Jean-Marc Sylvestre), Fayard, Mai 2013,  (ISBN 978-2-213-67745-3)
- L'Année des professions financières[3], comité de rédaction de l'ouvrage, édité par le Centre des professions financières[4]
- L'énergie en état de choc — 12 cris d'alarme (avec Jean-Marie Chevalier), Eyrolles, Septembre 2015
- La finance mutualiste (Revue d'économie financière), 2018
- L'économie post-covid - Les 8 ruptures qui nous feront sortir de la crise (avec Patrick Artus), Fayard (maison d'édition), Novembre 2020
- De l'économie d'abondance à l'économie de rareté (avec Patrick Artus), Éditions Odile Jacob, Mars 2023
- S’engager : l’alternative mutualiste et coopérative (avec Jean-Martin Cohen Solal et Jean-Hervé Lorenzi), Descartes & Cie, Mai 2025
- Napoléon III, l'incompris (avec Joachim Murat), Paris, Odile Jacob, 224 p., Mai 2025  (ISBN 2415012394)